# Districte de Raipur
El districte de Raipur és una divisió administrativa de Chhattisgarh a l'Índia amb capital a Raipur. Ocupa la part sud-est de la conca del Mahanadi i les àrees muntanyoses del sud i est al límit amb Orissa. La superfície és de 13.445 km² i la població de 3.016.930 habitants (2001).

## Administració
- Subdivisions 5, Tehsils 15, blocks 15, blocks tribals 3.
- Ciutats 15, pobles 2.219
  - Corporacions municipals 1, municipalitats 9, altres ciutats 1, Àrea urbana desenvolupada 1, Àrea especial de Desenvolupament 1, Janpad Panchayat 15, Gram Panchayat 1204 i Krishi Upaj Mandi 11

Les subdivisions i tehsils (cada tehsil és també un bloc de desenvolupament) són: 
- Raipur
  - Raipur
  - Tilda
  - Arang
  - Abhanpur
- Baloda Bazar 
  - Baloda Bazar
  - Palari
- Bhatapara
  - Bhatapara
  - Simga
- Bilaigarh 
  - Bilaigarh
  - Bilaigarh
- Kasdol
  - Kasdol
- Gariyabandh
  - Gariyabandh
  - Mainpur
  - Chhura
  - Fingeshwar (Rajim)
  - Deobhog

## Història
Chhattisgarh hauria estat habitat històricament pels mundes i bhuiyes que foren expulsats pels gonds. la tradició descriu la conquesta gond de Bindra-Nawagarh, i les victòries dels herois gonds sobre els bàrbars gegants.
El reis satavahanes va governar als segles ii i iii. Al segle IV el rei Samudragupta va conquerir la regió i la seva dinastia va dominar fins al segle V o VI quan va passar als reis Sarabhpuri Kings excepte un breu període que hi van dominar els reis Nala. Posteriorment van governar els reis Somavanshi que tenien capital a Sirpur (Sripur = La Ciutat de la riquesa). Mahashivgupta Balarjun fou el principal sobirà d'aquesta dinastia i la seva mare la reina vídua d'Harshagupta, Rani Vasata, va construir el temple de Lakshman. Els reis Kalchuri de Tumman van agafar el relleu en data indeterminada i van fer a Ratampur la seva capital. La ciutat de Raipur hauria sorgit el segle ix i les ruïnes de l'antic fort encara es conserven al sud de la ciutat. La tradició la fa construïda pel rei Ramchandra o pel seu fill Brahmadeo Rai (del que hauria agafat el nom), i va substituir Khalwatika (moderna Khallari).
Raipur sembla que fou separada del regne de Ratanpur i regida per una branca júnior de la família reial Haihaivansi vers el segle xi. Segurament amb posterioritat fou un estat separat però feudatari de Ratanpur, si bé la seva història és quasi totalment desconeguda fins poc abans de la invasió dels marathes al segle xviii. El 1402 es va construir el temple de Hatkeshwar Mahadev a la riba del Kharun. El 1741 el general maratha (de Nagpur) Bhaskar Pant, en el seu camí per atacar Bengala, va conquerir Ratanpur i va annexionar el regne; i el 1750 Amar Singh, el representant de la jove branca de Raipur, va morir i el regne fou annexionat a Nagpur. Entre 1750 i 1818 el territori fou governat pels marathes, amb una administració opressiva que tenia l'única finalitat de recaptar el màxim possible; les revoltes foren freqüents; la part oriental del territori fou deixada buida per les incursions dels binjhals des de les veïnes muntanyes de Sonakhan. Entre 1818 i 1830 els territoris que havien estat dels bhonsles de Nagpur foren administrats per un resident britànic. Del 1830 al 1853 el districte va retornar als marathes que van nomenar un subadar o governador provincial sota el sistema organitzat pels britànics, que fou força efectiu. El 1853 va morir el raja Raghuji III Bhonsle de Nagpur i per la doctrina del lapse els britànics van annexionar el seu domini. Amb Nagpur, el Chhattisgarh va esdevenir territori britànic i fou administrat per un comissionat britànic amb seu a Raipur. No va tenir cap incidència durant el motí de 1857-1858, ja que un intent inicial dels sipais a la ciutat de Rapipur fou aplanat per tres oficial britànics que van penjar personalment als caps revoltosos; el 1861 Raipur es va dividir en el Bilaspur i del de Raipur (l'altre districte de la divisió era el districte de Sambalpur).
El districte fou part de la província de Nagpur i després de les Províncies Centrals i Províncies Centrals i Berar, divisió (comissionariat) de Chhattisgarh. La seva superfície era de 30.365 km². La població era:
- 1881: 1.405.171
- 1891: 1.584.427
- 1901: 1.440.556

Administrativament estava format per sis tehsils: 
- Raipur
- Mahasamund
- Baloda Bazar
- Dhamtari
- Simga
- Drug

La població parlava el dialecte chhattisgarhi de l'hindi oriental (88%) i l'oriya (6%). Dels gonds (15& de la població) només 8.000 parlaven la llengua gond. El 90% de la població era hindu i 8% animistes. Les castes principals eren chamars, ahirs (rawats), bramans, kurmis, bànies, telis i marathes.
El tahsil de Raipur tenia una superfície de 15.027 km² i una població de 564.102 habitants el 1901, però fou alterat i reduït el 1906 quedant amb 246.514 habitants. La capital era Raipur, que ho era també del districte, amb 32.114 habitants, seguida d'Arang. Hi havia 493 pobles.
El 1906 es va formar el districte de Drug que va rebre 8.920 km² del territori occidental de Raipur amb 545.235 habitants (el tahsil de Drug complet i parts dels de Simga i Dhamtari); pero Raipur va rebre 2829 km² i 99.402 habitants del districte de Bilaspur; el curs dels rius Seonath i Mahanadi va esdevenir el límit dels dos districtes. El nou districte va quedar dividit en quatre tahsils (el de Simga fou abolit): 
- Raipur
- Dhamtari
- Mahasamund
- Baloda Bazar

Quan el districte de Sambalpur fou transferit a Orissa (aleshores dependent de Bengala) el zamindari de Phuljhar amb una superfície de 2.181 km² i població de 102.135 habitants fou agregat al tahsil de Mahasamund. La superfície total del districte va quedar en 25.462 km² i 1.096.858 habitants. Les tres ciutats principals eren Raipur, Dhamtari i Arang, i hi havia 4.051 pobles habitats. El districte incloïa 11 zamindaris amb una superfície de 12.688 km².
A la independència el 1947 fou part de Madhya Pradesh fins a la constitució de l'estat de Chhattisgarh.

## Arqueologia
- Restes arqueologiques a Arang, Rajim i Sirpur
- Temples a Sihawa, Chipti, Deokut, Balod, Khalari, Narayanpur, Deo Baloda i Kunwara
- Restes budistes a Drug (després districte de Drug), Rajim, Sirpur i Turturia